# Labsalben

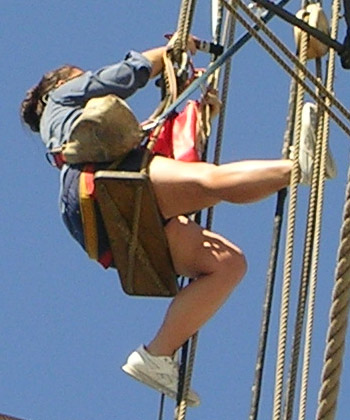
Labsalben von stehendem Gut mittels eines Pinsels vom Bootsmannstuhls aus

Labsalben (manchmal auch Labsalen oder Lappsalben) bedeutet anteeren und dient in der Schifffahrt zur Konservierung von Tauwerk.

## Wortgeschichte
Der Begriff „Labsalben“ entstand aus dem Niederländischen „lapsalven“, „mit einem Lappen ab- oder einreiben“. Der zugrunde liegende neuniederländische Begriff lapzalven kann seit 1681 nachgewiesen werden.

## Anwendung
Labsalben dient der Konservierung des stehenden Gutes auf Segelschiffen. 
Traditionell wird Tauwerk aus Naturfasern mit Wurzelteer und Leinöl bestrichen, etwa im Verhältnis von 30:70. Bis zu drei Prozent Sikkative wurden als Trocknungsbeschleuniger beigemischt. 
Ein anderes Rezept empfiehlt die Mischung von Holzteer, Teerfirnis und Terpentinspiritus in einem Verhältnis von 8:4:1. Ähnliche Mischungen wurden auch zur Konservierung von Holzbauteilen eingesetzt.
Leinöl zieht in das Tauwerk ein und imprägniert es. Teer schützt die Oberfläche des Seils vor Sonneneinstrahlung und Witterung. Leinöl und Terpentin weichen zudem den Teer auf und verbessern dessen Haftung an den Fasern.
Stahlseile werden hingegen mit zähklebrigen und lösungsmittelhaltigen technischen Fetten konserviert, die auch als Seilfett, Drahtfett und Drahtschmiere bezeichnet werden. 
Früher wurde eine Mischung aus Tran und Holzteer als Rostschutz und zur Schmierung auf Stahlseile aufgetragen.
Zum Labsalben wird das Konservierungsmittel mit steifen Pinseln oder Bürsten in die Keepen (Rillen) von Naturfasertauwerk und Stahltrossen gestrichen. Beim Kleeden wird das Gut zusätzlich mit Garn umwickelt.